# Ароматаза
Ароматаза (EC 1.14.14.14), такође названа естроген синтетаза или естроген синтаза, је ензим одговоран за кључни корак у биосинтези естрогена. То је CYP19A1, члан суперфамилије цитокрома P450, које су монооксигеназе које катализују многе реакције укључене у стероидогенезу. Посебно, ароматаза је одговорна за ароматизацију андрогена у естрогене. Ензим ароматаза се може наћи у многим ткивима укључујући гонаде (гранулозне ћелије), мозак, масно ткиво, плаценту, крвне судове, кожу и кости, као и у ткиву ендометриозе, фиброида материце, рака дојке и рака ендометријума. То је важан фактор у сексуалном развоју.

## Функција
Ароматаза је локализована у ендоплазматичном ретикулуму где је регулисана ткивно специфичним промотерима који су заузврат контролисани хормонима, цитокинима и другим факторима. Он катализује последње кораке биосинтезе естрогена из андрогена (конкретно, трансформише андростендион у естрон и тестостерон у естрадиол). Ови кораци укључују три узастопне хидроксилације 19-метил групе андрогена, након чега следи истовремена елиминација метил групе као формата и ароматизација А-прстена.
Андростендион + 3O2 + 3NADPH + 3H+ {\displaystyle \rightleftharpoons } Естрон+ Formate + 4H2O + 3NADP+
Тестостерон+ 3O2 + 3NADPH + 3H+ {\displaystyle \rightleftharpoons } 17β-естрадиол + Formate + 4H2O + 3NADP+
|  |
|  |

## Експресија
Ароматаза се експримује у гонадама, плаценти, мозгу, масном ткиву, костима и другим ткивима. Готово се не може детектовати у јетри одраслих људи.